# Swedish International Stockholm 2008
Die Swedish International Stockholm 2008 im Badminton fanden in Täby, Stockholm, vom 23. bis zum 27. Januar 2008 statt. Der Referee war Björn von Veh aus Finnland. Das Preisgeld betrug 5.000 US-Dollar.

## Austragungsort
- Täby Sportcenter (vormals Tibblehallen), Attundavägen 5-7

## Finalergebnisse
| Disziplin    | Sieger                           | Finalist                               | Ergebnis    |
| ------------ | -------------------------------- | -------------------------------------- | ----------- |
| Herreneinzel | Marc Zwiebler                    | Jan Ø. Jørgensen                       | 21:13 23:21 |
| Dameneinzel  | Li Wenyan                        | Janet Köhler                           | 21:8 21:13  |
| Herrendoppel | Rasmus Andersen Peter Steffensen | Frédéric Mawet Wouter Claes            | 21:12 21:16 |
| Damendoppel  | Yu Qi Cai Jiani                  | Zhang Xi Lin Qing                      | 21:16 21:11 |
| Mixed        | Peter Steffensen Julie Houmann   | Mads Pieler Kolding Line Damkjær Kruse | 21:8 21:17  |